# Districte de Begusarai
El districte de Begusarai és una divisió administrativa de Bihar a la divisió de Munger, amb capital a Begusarai. El 1870 es va crear la subdivisió de Begusarai dins el districte de Munger i el 1972 va adquirir rang de districte. La superfície és de 1918 km² i la població el 2001 de 2.342.989 habitants.
Administrativament està format per cinc subdivisions:
- Begusarai
- Manjhaul
- Ballia
- Bakhari
- Teghara

Formen també el districte 18 blocks de desenvolupament, 257 Panchayats i 1229 pobles.